# Лейва, Науэль
Мати́ас Науэ́ль Ле́йва Эскиве́ль (исп. Matías Nahuel Leiva Esquivel; 22 октября 1996, Росарио) — аргентинский и испанский футболист, полузащитник клуба «Маккаби» (Хайфа).

## Клубная карьера
Молодой игрок переехал из Аргентины в Испанию в 2011 году. Первый сезон он провёл в юношеской команде «Вильярреала». В сезоне 2012/13 Науэль выступал за третью команду клуба, а также привлекался к играм дубля. В сезоне 2013/14 он стал твердым игроком основы второй команды, а 13 января 2014 года дебютировал за первый состав «Вильярреала» в матче чемпионата Испании против клуба «Реал Сосьедад». Всего в дебютном сезоне на его счету четыре матча за «Вильярреал».
В конце января 2018 года вторая команды «Барселоны» арендовала Науэля у «Вильярреала» с правом выкупа в конце сезона.

## Карьера в сборной
Несмотря на то, что у Науэля аргентинские корни, он предпочел выступать за Испанию. В 2014 году Науэль провёл один матч за сборную Испании (до 19 лет).